# Eiríkr Hákonarson
Eiríkr Hákonarson (960 circa – 1020 circa) è stato un militare norvegese, conte di Lade, governatore di Norvegia e conte di Northumbria.

## Il figlio bastardo
Figlio illegittimo di Haakon Sigurdsson nacque attorno al 960, egli prese parte alla battaglia di Hjörungavágr, alla battaglia di Svolder ed alla conquista vichinga dell'Inghilterra. Le fonti principali sulla vita di Eirikr sono le cronache di Fagrskinna ed Heimskringla che attribuiscono la paternità, appunto, ad Haakon Sigurdsson e ad una donna di bassa estrazione sociale. l stesse cronache riferiscono che Haakon si curasse poco del figlio e che lo avesse affidato ad un amico perché lo allevasse. Un incidente, relativo alla sua giovinezza, illustra bene i rapporti con il padre, si narra che un giorno Eirik ed il padre adottivo avessero ormeggiato presso l'imbarcazione del conte, quando arrivò un amico di questi venne ordinato al ragazzo di spostare la propria barca, ma egli non obbedì. L'orgoglio dimostrato dal figlio fece infuriare il conte ed al giovane a quel punto fu costretto ad obbedire, l'inverno seguente tuttavia si vendicò dell'amico paterno uccidendolo, come raccontato dal bardo Eyjólfr dáðaskáld. Ancora la storia narra che, dopo l'omicidio, ben consapevole delle conseguenze Eirik partì per la Danimarca dove venne accolto da Aroldo I di Danimarca che gli donò due contadi nella Norvegia meridionale, allora sotto l'influenza danese, quello di Romerike e quello di Vingulmark.

## Tre grandi battaglie
La Battaglia di Hjörungavágr, combattuta attorno al 986, fu la prima vera entrata in scena di Eirik e si combatté, sul mare, fra il conte di Lade ed i danesi che volevano invaderne i domini ed è narrata in molte cronache contemporanee, oltre a quelle citate in precedenza. La battaglia nacque dalla rottura dell'alleanza fra Haakon, fervente pagano, ed Aroldo che tentò di convertire i norvegesi al cristianesimo. Eirik in quel periodo doveva essersi in un qualche modo riconciliato con il padre perché comandò una flotta di sessanta navi uscendone vincitore.
Nel 995, dopo la morte di Haakon, Olaf I di Norvegia salì al potere ed Eirik fu costretto a riparare in Svezia, qui si alleò con Olof III di Svezia e con Sweyn I di Danimarca di cui sposò la figlia Gyõa. Usando le basi costiere del suocero Eirik lanciò una serie di scorribande verso oriente dove raggiunse le terre di Vladimir I di Kiev e razziando e bruciando la città di Staraja Ladoga (situata presso il confine fra Russia e Finlandia).
La Battaglia di Svolder vide Eirik, Sweyn ed Olof scagliarsi contro Olaf I in un cruento scontro navale combattuto nel settembre del 999, il luogo esatto in cui si svolse non è più identificabile poiché le coste nei secoli sono molto cambiate, probabilmente l'isola di Svolder si trovava sulle coste della Germania, presso Rügen.
In quell'estate Olaf si era spinto a oriente, verso il Baltico e i tre lo aspettarono nascosti lungo le coste di Svolder mentre le navi rientravano in patria, il re norvegese portava circa sessanta navi, ma parte di esse era di Sigvaldi Strut-Haraldsson, uno dei capi dei Jómsvíking e che, d'accordo con Eirik, disertò allo scoppio dello scontro. Non aspettandosi niente i norvegesi navigavano senza una particolare allerta e, quando il grosso della flotta fu passato scattò l'imboscata. Olaf rifiutò di ritirarsi e si apprestò a combattere con le undici navi che aveva attorno, nonostante la posizione difensiva adottata le barche dei tre attaccanti riuscirono a fare breccia nella barriera norvegese costringendo l'imbarcazione del re ad uscire allo scoperto. Olaf vedendosi privo di vie d'uscita efficaci si gettò in mare dove affogò a causa del peso dell'armatura.

## Cristiano?
Una volta vinto il controllo della Norvegia andò ad Eirik ed al fratello Sveinn Hákonarson che, sotto l'egida di Sweyn, governarono fino al 1012 ed a loro seguì il figlio di Eirik Håkon Eiriksson. Per consolidare la loro posizione i due fratelli decisero di dare in sposa la loro sorella Bergljòt al nobile Einar Thambarskelfir ritenendo di dover corteggiare la sua potenza ed influenza. Unico vero rivale di Eirik e Sveinn fu in quegli anni il politico Erling Skjalgsson feroce difensore del sistema sociale tradizionale, tuttavia fra i tre non scoppiò mai un vero e proprio conflitto ritenendo che le loro fazioni fossero troppo potenti per permettersi una guerra. Uno dei risultati fu che in Norvegia venne mantenuta la libertà di culto.
Secondo le cronache di Theodoricus monachus Eirik aveva fatto voto di portare il cattolicesimo in Norvegia se avesse battuto Olaf, Oddr Snorrason invece offre una versione più leggendaria raccontando che alla vittoria Eirik sostituì, sulla prua della nave, l'immagine di Thor con una croce. Sia come sia, da quel momento in poi egli fu, almeno formalmente, un cristiano, una mossa anche politica perché gli permetteva di conservare l'alleanza con i re di Svezia e Danimarca ed è possibile che le sue convinzioni religiose non fossero poi così forti.

## Il titolo nobiliare
Nel 1014 o 1015, lasciato il controllo della Norvegia al figlio Eirik si unì a Canuto I d'Inghilterra per la conquista dell'Inghilterra, e se il secondo era ancora piuttosto giovane ed inesperto, essendo circa sui vent'anni, l'altro invece era molto più avvezzo alla guerra. Gli invasori approdarono a Sandwich (Regno Unito) a metà dell'estate del 1015, da lì andarono verso il Wessex conquistando Dorset, Wiltshire e Somerset, un impedimento gli venne dall'Ealdorman Eadric Streona che, messa insieme una flotta, riuscì a fermare quella di Canuto. Nei primi mesi del 1016 gli scandinavi si mossero verso il Tamigi per conquistare il Regno di Mercia, Edmondo II d'Inghilterra provò ad opporre resistenza, ma venne sconfitto ed Eirik arrivò in Northumbria dove il conte Uchtred l'Ardito fu ucciso. L'aver preso il controllo del nord fruttò ad Eirik il nord stesso che gli venne dato da Canuto, ma ben lungi dal volersi fermare condusse l'esercito verso sud per prendere Londra, poco prima di questa data nella capitale era morto il re Etelredo II d'Inghilterra ed Edmondo fu nominato suo successore. Londra fu presto presa d'assedio e, per porre fine al conflitto il nuovo re assentì ad un accordo con Canuto così che il regno fosse diviso fra loro, poco dopo tuttavia Edmondo morì, nel novembre del 1016, i suoi due figli furono spediti in Svezia da Canuto perché fossero uccisi (invece finirono esuli in Ungheria dove morirono) ed egli fu proclamato unico re.
Eirik tornò quindi in Northumbria dove rimase fino alla morte avvenuta attorno al 1020 passando il tempo rimastogli a combattere contro gli scozzesi che da sempre minacciavano quelle zone. Secondo le cronache Eirik morì per un'emorragia a seguito dell'amputazione dell'ugola, una pratica medica medievale.